# Rossbol
Rossbol is een plaats in de gemeente Östersund in het landschap Jämtland en de provincie Jämtlands län in Zweden. De plaats heeft 62 inwoners (2005) en een oppervlakte van 10 hectare. De plaats ligt op een schiereiland aan het meer Locknesjön. Rossbol grenst aan zowel landbouwgrond, als aan naaldbos. Ongeveer één kilometer ten oosten van Rossbol loopt de Europese weg 14.